# Ritchiea carrissoi
Ritchiea carrissoi är en kaprisväxtart som beskrevs av Arthur Wallis Exell och Mendonca. Ritchiea carrissoi ingår i släktet Ritchiea och familjen kaprisväxter. Inga underarter finns listade i Catalogue of Life.